# Aliturus mourgliai
Aliturus mourgliai é uma espécie de coleóptero da subfamília Philinae. Que ocorre apenas em Madagascar.